# Lars Eriksson
Pour le footballeur né en 1926, voir Lars Eriksson (football, 1926).
Lars Eriksson, né le 21 septembre 1965 à Stockholm (Suède), est un footballeur suédois, qui évoluait au poste de gardien de but à Hammarby IF, à l'IFK Norrköping, à Charleroi et au FC Porto ainsi qu'en équipe de Suède.
Eriksson a connu dix-sept sélections avec l'équipe de Suède entre 1988 et 1995. Il participe avec son équipe nationale aux coupe du monde 1990 et coupe du monde 1994 ainsi qu'au championnat d'Europe 1992. 

## Palmarès

### En club
- Champion de Suède en 1989 avec l'IFK Norrköping et en 2001 avec Hammarby IF
- Champion du Portugal en 1996, 1997 et 1998 avec le FC Porto
- Vainqueur de la Coupe de Suède en 1991 et 1994 avec IFK Norrköping
- Vainqueur de la Coupe du Portugal en 1998 avec le FC Porto

### En équipe de Suède
- 17 sélections entre 1988 et 1995
- Participation à la Coupe du Monde en 1990 (Premier Tour) et en 1994 (3e)
- Participation au Championnat d'Europe des Nations en 1992 (1/2 finaliste)